# Luigi d'Aragona
Luigi d'Aragona, detto il Cardinale d'Aragona (Napoli, 6 ottobre 1474 – Roma, 21 gennaio 1519), è stato un cardinale italiano, fu protettore di numerosi artisti e letterati e consigliere strettissimo di Giulio II e Leone X.

## Biografia

### Gioventù
Figlio dello sfortunato Enrico d'Aragona e di Polissena Ventimiglia di Geraci, e pertanto nipote del re di Napoli Ferrante d'Aragona, nacque a Napoli nel 1474 e divenne marchese di Gerace e gran protonotario del Regno a soli quattro anni di età in seguito alla morte del padre Enrico, avvenuta per avvelenamento da funghi a Terranova da Sibari il 21 novembre 1478).
Nel 1492, in pegno del ritrovato accordo tra la Santa Sede e la corte napoletana, Innocenzo VIII e Ferrante d'Aragona decisero il suo matrimonio con una nipote del pontefice, Battistina Usodimare Cybo (Roma 1477 - Genova 1523), figlia di Gherardo Usodimare. Le nozze, che furono a lungo ricordate per il fasto e per l'eccezionale concorso della più alta nobiltà della Chiesa e del Regno, vennero celebrate il 3 giugno 1492.

### Carriera ecclesiastica
Pochi mesi dopo lo sfarzoso matrimonio fra Luigi d'Aragona e Battistina Cybo, il 25 luglio 1492 Innocenzo VIII Cybo morì e venne eletto papa, col nome pontificale di Alessandro VI, lo spagnolo Rodrigo Borgia. Nel marzo 1494 Alessandro VI annullò il matrimonio di Luigi d'Aragona e Battistina Cybo per permettergli di intraprendere la carriera ecclesiastica, alla quale era destinato da una clausola del trattato di alleanza stipulato tra il nuovo re di Napoli Alfonso II e il Borgia: quest'ultimo si era, infatti, impegnato ad elevare Luigi alla porpora nella prima promozione cardinalizia. Presi gli ordini e consegnato il suo feudo al fratello minore Carlo il 5 maggio 1494, intraprese la carriera ecclesiastica, ricevendo, il 6 maggio 1494, la tonsura da Alessandro Carafa, vescovo di Napoli.
Trasferitosi alla corte romana, ottenne l'ufficio di protonotario apostolico e nello e fu creato cardinale in pectore nel concistoro del maggio 1494, nomina resa nota il 19 febbraio 1496. A partire dallo stesso anno ricevette dal pontefice Borgia la diaconia di Santa Maria in Cosmedin e vari e importanti benefici nel Regno. Tra le altre cose, fu nominato nel 1498 amministratore della diocesi di Lecce, quattro anni dopo, nel 1502, ebbe lo stesso ufficio per la diocesi di Aversa, sempre nel 1501 per la diocesi di Policastro e nel 1503 quella di Capaccio.
Nel settembre 1499, in seguito alla conquista francese di Milano, Federico I di Napoli inviò Luigi in Spagna, insieme alla regina Giovanna, vedova di Ferdinando I, per richiedere l'aiuto di Ferdinando II d'Aragona contro l'incombente minaccia degli eserciti di Luigi XII. Per questa missione Luigi si trattenne a Granada sino al novembre del 1500, allorché, venuto forse a conoscenza del trattato segreto stipulato tra Ferdinando II e Luigi XII ai danni degli Aragonesi di Napoli, lasciò la corte spagnola. Recatosi in Francia, vi incontrò nel 1501 il detronizzato Federico e rimase con lui alla corte di Parigi sino all'agosto 1503, quando fu convocato a Roma per il conclave seguito alla morte di Alessandro VI. Luigi fu nel sacro collegio uno dei più attivi sostenitori del cardinale Giorgio d'Amboise, candidato della Francia al soglio pontificio, e un uguale atteggiamento egli tenne anche nel conclave successivo alla morte del pontefice Pio III, essendo ostilissimo agli spagnoli, ai quali non poteva perdonare il tradimento compiuto ai danni della sua famiglia.
Nel conclave dell'ottobre 1503 venne eletto Giulio II, di cui Luigi, essendo dotato di notevoli capacità politiche, fu un consigliere strettissimo e uno dei più ascoltati collaboratori per tutto il suo pontificato. Infatti, in più occasioni, e particolarmente nei famosi convegni politici di Ostia, tra il 1508 e il 1510, nei quali i cardinali fedeli al Della Rovere si consultavano sulle spregiudicate iniziative del pontefice, nell'incontro di Bologna dell'agosto 1510 tra Giulio II e Alfonso I d'Este, nella campagna dell'inverno 1510-1511 contro il duca di Ferrara, il parere di Luigi influi notevolmente sulle decisioni del pontefice.
Giulio II gli concesse l'amministrazione dei vescovati spagnoli di León, il 6 giugno 1511, e di Cadice, il 10 febbraio dello stesso anno, oltre al decanato della chiesa di Siracusa il 10 aprile 1512.
La fedeltà del cardinale d'Aragona a Giulio II rimase immutata anche durante la grave crisi determinata dalla convocazione del concilio scismatico di Pisa e fu confermata con la partecipazione al concilio del Laterano nel maggio del 1512. Non è da escludere che tanta devozione fosse alimentata anche dalla speranza che dalla avventurosa politica del Della Rovere risultasse qualche vantaggio alla causa della restaurazione degli Aragonesi di Napoli: in effetti il [[Marin Sanudo il Giovane
Politico|Sanudo]] testimonia che il papa nell'agosto 1512 pensava seriamente ad una iniziativa per scacciare dall'Italia gli spagnoli e addirittura si proponeva di "far re di Napoli il cardinal di Ragona".
Quali che fossero, comunque, i progetti della curia, la morte di Giulio II mise fine ad ogni aspirazione che Luigi potesse nutrire sulla corona napoletana. Il pontificato di Leone X, la cui elezione, del resto, anche Luigi, insieme agIi altri "cardinali giovani", aveva sostenuto nel conclave del 1513, si apriva con una promessa di pace universale, che escludeva qualsiasi proposito di modificare la situazione del Regno di Napoli, ed è forse in conseguenza di ciò che Luigi rinunziò a sostenere ancora l'importante ruolo politico esercitato durante il pontificato precedente: tranne una breve legazione nella Marca nel 1514 e la partecipazione alla congregazione cardinalizia preposta alla stipulazione del concordato con Francesco I, egli non ebbe più alcun incarico di un qualche rilievo politico. Tuttavia Luigi non fu meno vicino a Leone X di quanto non fosse stato a Giulio II: come a questo lo aveva saldamente legato l'ambizione politica, così lo fecero intimo del Medici i gusti raffmati, l'amore per le arti, le lettere, la musica, la magnificenza delle abitudini, che gli venivano sia dall'alta origine sia dall'educazione umanistica.
Con bolla del 22 marzo 1513 Papa Leone X, gli affidò l'amministrazione apostolica del vescovado della Città de La Cava, incarico che mantenne fino al 5 maggio 1514.
Inoltre Leone X gli attribuì le rendite dell'abbazia di Chiaravalle e di quella di Montevergine e l'amministrazione del vescovato di Nardò il 17 giugno 1517.
Sin dal pontificato di Giulio II il cardinale d'Aragona aveva eminentemente contribuito allo splendore della corte romana; era rimasta famosa la sua sfarzosa partecipazione ai Carnevali, particolarmente a quello del 1508. Nel suo palazzo San Clemente, oggi dei Penitenzieri, organizzava magnifiche feste e ospitava signori quali Alfonso d'Este nel 1513 e la sorella di lui, la marchesa di Mantova, l'anno successivo. Il cardinale era inoltre tra i più munifici protettori di artisti e letterati, tra i quali Giangiorgio Trissino e Pietro Martire d'Anghiera (il quale gli dedicò i libri quinto e sesto delle Decades de Orbe novo).
Aveva, insomma, tutte le qualità per piacere all'umanista e mondano Leone X, di cui, infatti, fu uno dei favoriti, l'inseparabile compagno dei gioiosi conviti vaticani, il direttore delle famose partite di caccia al cervo nella villa della Magliana, l'accompagnatore prediletto nel viaggio compiuto dal pontefice nell'Italia settentrionale nel 1516.
Nel maggio 1517 Luigi partì nuovamente da Roma per recarsi nei Paesi Bassi a rendere omaggio a Carlo d'Asburgo, recentemente salito sul trono di Spagna.
Questa, almeno, fu la ragione ufficiale del viaggio, ma l'arresto seguito di lì a poco del cardinale Petrucci e di altri membri del sacro collegio, accusati di cospirare contro il papa, fece nascere a Roma le voci più disparate intorno ai motivi che avevano indotto Luigi a lasciare improvvisamente la città; si avvertì retrospettivamente un certo raffreddamento nei rapporti tra Leone X e il suo favorito, per l'innanzi così cordiali; si ricordò che Luigi non aveva potuto ottenere dal pontefice la carica di camerlengo alla quale aspirava, si sottolineò la sua amicizia con i cardinali Castellesi e Soderini e con il maestro di cerimonie del papa Paride Grassi, tutti compromessi nel complotto, per concludere che egli era stato certamente a conoscenza della congiura e si era sottratto con la partenza al dovere di informarne il suo protettore; ovvero lo si sospettò addirittura di essere stato uno dei promotori della cospirazione e di essersi messo in salvo tempestivamente, quando l'aveva vista scoperta. In realtà non c'è alcuna prova che Luigi abbia avuto qualche parte nell'episodio, sia stato o no questo soltanto una mistificazione di Leone X, come prova del resto l'immutato favore col quale lo accolse il papa al suo ritorno. La ragione dei lungo peregrinare del cardinale attraverso l'Austria, la Germania, i Fiandre e la Francia, sino al marzo del 1518, era invece la sua insaziabile curiosità di umanista, il desiderio di conoscere paesi lontani e genti diverse, paesaggi inconsueti e personaggi singolari, senza immediati fini pratici e senza programmi, così da prolungare di alcune settimane il suo viaggio per andare ad osservare le maree sulle coste bretoni e normanne, mentre non era stato disposto ad un breve ritardo di pochi giorni per recarsi a rendere omaggio all'imperatore Massimiliano.
In questo lungo viaggio degli anni 1517 e 1518 che Luigi intraprese, il chierico  Antonio de Beatis (archiviato dall'url originale il 24 maggio 2020)., originario di Molfetta, redasse un diario a noi pervenuto. In tale diario è riportato un incontro del Cardinale con un anziano Leonardo da Vinci avvenuto il 10 ottobre 1517 nel castelletto di Amboise, ospiti di Francesco I, re di Francia.

### Morte e testamento

Monumento funebre di Luigi d'Aragona nella Basilica di Santa Maria sopra Minerva, Roma

Il 16 marzo 1518 Luigi era nuovamente a Roma, dove il pontefice lo accoglieva con l'abituale benevolenza. Il cardinale morì nel 1519 a Roma, all'età di soli 44 anni e fu seppellito nella Basilica di Santa Maria sopra Minerva.
Tre giorni prima aveva fatto testamento, lasciando tutte le sue sostanze al duca di Amalfi Federico d'Aragona, a Enrico Orsini duca di Nola, e al conte di Venafro Enrico Pandano. Da Luigi trasse il cognome la famosa etèra Tullia d'Aragona, che si compiaceva di far risalire la propria nascita alla relazione del cardinale con la coltigiana, ferrarese Giulia Campana.

## Il dramma della sorella Giovanna
Luigi è sospettato di aver fatto assassinare nel 1510 la sorella Giovanna e i tre figlioletti di quest'ultima, un tragico evento che ha ispirato numerose opere letterarie fra cui una novella di Matteo Bandello (Novella XXVI, Il signor Antonio Bologna sposa la duchessa di Malfi e tutti dui sono ammazzati) e il dramma di John Webster La duchessa di Amalfi.

## Ascendenza
|                                                      |                                                      |                                                                  | Genitori                                        |  |  | Nonni |  |  | Bisnonni                        |  |  | Trisnonni                        |  |
|                                                      |                                                      |                                                                  |                                                 |  |  |       |  |  | Alfons V, re d'Aragona e Napoli |  |  | Ferran I, re d'Aragona e Sicilia |  |
|                                                      |                                                      |                                                                  |                                                 |  |  |       |  |  | Alfons V, re d'Aragona e Napoli |  |  | Ferran I, re d'Aragona e Sicilia |  |
|                                                      |                                                      | Leonor de Alburquerque                                           |                                                 |  |  |       |  |  | Alfons V, re d'Aragona e Napoli |  |  |                                  |  |
| Ferran I, re di Napoli                               |                                                      |                                                                  |                                                 |  |  |       |  |  | Alfons V, re d'Aragona e Napoli |  |  |                                  |  |
|                                                      |                                                      | Gueraldona Carlino                                               | Enrico Carlino                                  |  |  |       |  |  |                                 |  |  |                                  |  |
|                                                      |                                                      | Gueraldona Carlino                                               | Enrico Carlino                                  |  |  |       |  |  |                                 |  |  |                                  |  |
|                                                      |                                                      | Gueraldona Carlino                                               | Isabella Carlino                                |  |  |       |  |  |                                 |  |  |                                  |  |
| Enrico d'Aragona, marchese di Gerace                 |                                                      | Gueraldona Carlino                                               |                                                 |  |  |       |  |  |                                 |  |  |                                  |  |
|                                                      |                                                      | Zaccaria Guardato                                                | …                                               |  |  |       |  |  |                                 |  |  |                                  |  |
|                                                      |                                                      | Zaccaria Guardato                                                | …                                               |  |  |       |  |  |                                 |  |  |                                  |  |
|                                                      |                                                      | Zaccaria Guardato                                                | …                                               |  |  |       |  |  |                                 |  |  |                                  |  |
| Diana Guardato                                       |                                                      | Zaccaria Guardato                                                |                                                 |  |  |       |  |  |                                 |  |  |                                  |  |
|                                                      |                                                      | …                                                                | …                                               |  |  |       |  |  |                                 |  |  |                                  |  |
|                                                      |                                                      | …                                                                | …                                               |  |  |       |  |  |                                 |  |  |                                  |  |
|                                                      |                                                      | …                                                                | …                                               |  |  |       |  |  |                                 |  |  |                                  |  |
| Luigi d'Aragona                                      |                                                      | …                                                                |                                                 |  |  |       |  |  |                                 |  |  |                                  |  |
|                                                      | Gilabert de Centelles y de Cabrera, conte di Valenza | Gilabert IV de Centelles y de Riu-sec, signore di Nules ed Oliva |                                                 |  |  |       |  |  |                                 |  |  |                                  |  |
|                                                      | Gilabert de Centelles y de Cabrera, conte di Valenza | Gilabert IV de Centelles y de Riu-sec, signore di Nules ed Oliva |                                                 |  |  |       |  |  |                                 |  |  |                                  |  |
|                                                      | Gilabert de Centelles y de Cabrera, conte di Valenza | Leonor de Cabrera                                                |                                                 |  |  |       |  |  |                                 |  |  |                                  |  |
| Antonio V de Centelles, conte di Valenza e Collesano | Gilabert de Centelles y de Cabrera, conte di Valenza |                                                                  |                                                 |  |  |       |  |  |                                 |  |  |                                  |  |
|                                                      |                                                      | Costanza Ventimiglia, contessa di Collesano                      | Antonio Ventimiglia, conte di Collesano         |  |  |       |  |  |                                 |  |  |                                  |  |
|                                                      |                                                      | Costanza Ventimiglia, contessa di Collesano                      | Antonio Ventimiglia, conte di Collesano         |  |  |       |  |  |                                 |  |  |                                  |  |
|                                                      |                                                      | Costanza Ventimiglia, contessa di Collesano                      | Elvira Moncada Abbate                           |  |  |       |  |  |                                 |  |  |                                  |  |
| Polissena de Centelles                               |                                                      | Costanza Ventimiglia, contessa di Collesano                      |                                                 |  |  |       |  |  |                                 |  |  |                                  |  |
|                                                      |                                                      | Niccolò Ruffo, marchese di Crotone                               | Antonello Ruffo, conte di Catanzaro             |  |  |       |  |  |                                 |  |  |                                  |  |
|                                                      |                                                      | Niccolò Ruffo, marchese di Crotone                               | Antonello Ruffo, conte di Catanzaro             |  |  |       |  |  |                                 |  |  |                                  |  |
|                                                      |                                                      | Niccolò Ruffo, marchese di Crotone                               | Giovanna Buondelmonti                           |  |  |       |  |  |                                 |  |  |                                  |  |
| Enrichetta Ruffo, marchesa di Cotrone                |                                                      | Niccolò Ruffo, marchese di Crotone                               |                                                 |  |  |       |  |  |                                 |  |  |                                  |  |
|                                                      |                                                      | Marguerite de Poitiers                                           | Louis III de Poitiers, signore di Saint-Vallier |  |  |       |  |  |                                 |  |  |                                  |  |
|                                                      |                                                      | Marguerite de Poitiers                                           | Louis III de Poitiers, signore di Saint-Vallier |  |  |       |  |  |                                 |  |  |                                  |  |
|                                                      |                                                      | Marguerite de Poitiers                                           | Catherine de Giac                               |  |  |       |  |  |                                 |  |  |                                  |  |
|                                                      |                                                      | Marguerite de Poitiers                                           |                                                 |  |  |       |  |  |                                 |  |  |                                  |  |